# 急速破壊型股関節症
急速破壊型股関節症（英: rapid destructive coxopathy）は、明らかな基礎疾患のない高齢者の正常な股関節が、6ヶ月～12ヶ月の短期間に急速な破壊をきたす疾患の総称である。
1957年、Forestierらが初めて報告し、1970年にPostelらが疾患概念を確立した。
原因は不明であるが、臼蓋形成不全が背景にあることが多く、また骨頭軟骨下脆弱性骨折との関連が注目されている。

## 症状
発症初期から股関節痛を生じ、急速な骨破壊の進行により増強する。
股関節痛による歩行障害や跛行をきたすが、股関節の可動域は比較的保たれることが多い。
進行すると大腿骨頭の消失、股関節脱臼、患側の下肢短縮をきたす。